# Coupe de France de rugby à XIII 1960-1961
Navigation
Édition précédente Édition suivante
La Coupe de France de rugby à XIII 1960-1961 est la 23e édition de la Coupe de France, compétition à élimination directe mettant aux prises des clubs de rugby à XIII amateurs et professionnels affiliés à la Fédération française de jeu à XIII (aujourd'hui Fédération française de rugby à XIII).

## Phase finale
|  | Huitièmes de finale                     | Huitièmes de finale           | Huitièmes de finale           | Huitièmes de finale           |             |             | Quarts de finale          | Quarts de finale          | Quarts de finale          | Quarts de finale          |  |  | Demi-finales                 | Demi-finales                 | Demi-finales                 | Demi-finales                 |  |  | Finale                    | Finale                    | Finale                    | Finale                    |
|  |                                         |                               |                               |                               |             |             |                           |                           |                           |                           |  |  |                              |                              |                              |                              |  |  |                           |                           |                           |                           |
|  | Le 19 février 1961 à Toulouse           | Le 19 février 1961 à Toulouse | Le 19 février 1961 à Toulouse | Le 19 février 1961 à Toulouse |             |             | Le 19 mars 1961 à Avignon | Le 19 mars 1961 à Avignon | Le 19 mars 1961 à Avignon | Le 19 mars 1961 à Avignon |  |  | Le 23 avril 1961 à Perpignan | Le 23 avril 1961 à Perpignan | Le 23 avril 1961 à Perpignan | Le 23 avril 1961 à Perpignan |  |  | Le 7 mai 1961 à Perpignan | Le 7 mai 1961 à Perpignan | Le 7 mai 1961 à Perpignan | Le 7 mai 1961 à Perpignan |
|  | Carcassonne                             | Carcassonne                   | 17 (a.p.)                     | 17 (a.p.)                     |             |             | Le 19 mars 1961 à Avignon | Le 19 mars 1961 à Avignon | Le 19 mars 1961 à Avignon | Le 19 mars 1961 à Avignon |  |  | Le 23 avril 1961 à Perpignan | Le 23 avril 1961 à Perpignan | Le 23 avril 1961 à Perpignan | Le 23 avril 1961 à Perpignan |  |  | Le 7 mai 1961 à Perpignan | Le 7 mai 1961 à Perpignan | Le 7 mai 1961 à Perpignan | Le 7 mai 1961 à Perpignan |
|  | Carcassonne                             | Carcassonne                   | 17 (a.p.)                     | 17 (a.p.)                     |             |             | Le 19 mars 1961 à Avignon | Le 19 mars 1961 à Avignon | Le 19 mars 1961 à Avignon | Le 19 mars 1961 à Avignon |  |  | Le 23 avril 1961 à Perpignan | Le 23 avril 1961 à Perpignan | Le 23 avril 1961 à Perpignan | Le 23 avril 1961 à Perpignan |  |  | Le 7 mai 1961 à Perpignan | Le 7 mai 1961 à Perpignan | Le 7 mai 1961 à Perpignan | Le 7 mai 1961 à Perpignan |
|  | Albi                                    | Albi                          | 7                             | 7                             |             |             | Le 19 mars 1961 à Avignon | Le 19 mars 1961 à Avignon | Le 19 mars 1961 à Avignon | Le 19 mars 1961 à Avignon |  |  | Le 23 avril 1961 à Perpignan | Le 23 avril 1961 à Perpignan | Le 23 avril 1961 à Perpignan | Le 23 avril 1961 à Perpignan |  |  | Le 7 mai 1961 à Perpignan | Le 7 mai 1961 à Perpignan | Le 7 mai 1961 à Perpignan | Le 7 mai 1961 à Perpignan |
|  | Albi                                    | Albi                          | 7                             | 7                             | Carcassonne | Carcassonne | 8                         | 8                         |                           |                           |  |  | Le 23 avril 1961 à Perpignan | Le 23 avril 1961 à Perpignan | Le 23 avril 1961 à Perpignan | Le 23 avril 1961 à Perpignan |  |  | Le 7 mai 1961 à Perpignan | Le 7 mai 1961 à Perpignan | Le 7 mai 1961 à Perpignan | Le 7 mai 1961 à Perpignan |
|  | Le 19 février 1961 à Lézignan           |                               |                               |                               | Carcassonne | Carcassonne | 8                         | 8                         |                           |                           |  |  | Le 23 avril 1961 à Perpignan | Le 23 avril 1961 à Perpignan | Le 23 avril 1961 à Perpignan | Le 23 avril 1961 à Perpignan |  |  | Le 7 mai 1961 à Perpignan | Le 7 mai 1961 à Perpignan | Le 7 mai 1961 à Perpignan | Le 7 mai 1961 à Perpignan |
|  |                                         |                               | Cavaillon                     | Cavaillon                     | 4           | 4           |                           |                           |                           |                           |  |  | Le 23 avril 1961 à Perpignan | Le 23 avril 1961 à Perpignan | Le 23 avril 1961 à Perpignan | Le 23 avril 1961 à Perpignan |  |  | Le 7 mai 1961 à Perpignan | Le 7 mai 1961 à Perpignan | Le 7 mai 1961 à Perpignan | Le 7 mai 1961 à Perpignan |
|  | Cavaillon                               | Cavaillon                     | Cavaillon                     | Cavaillon                     | 4           | 4           | 2                         | 2                         |                           |                           |  |  | Le 23 avril 1961 à Perpignan | Le 23 avril 1961 à Perpignan | Le 23 avril 1961 à Perpignan | Le 23 avril 1961 à Perpignan |  |  | Le 7 mai 1961 à Perpignan | Le 7 mai 1961 à Perpignan | Le 7 mai 1961 à Perpignan | Le 7 mai 1961 à Perpignan |
|  | Cavaillon                               | Cavaillon                     | Le 19 mars 1961 à Grenoble    |                               |             |             | 2                         | 2                         |                           |                           |  |  | Le 23 avril 1961 à Perpignan | Le 23 avril 1961 à Perpignan | Le 23 avril 1961 à Perpignan | Le 23 avril 1961 à Perpignan |  |  | Le 7 mai 1961 à Perpignan | Le 7 mai 1961 à Perpignan | Le 7 mai 1961 à Perpignan | Le 7 mai 1961 à Perpignan |
|  | XIII Catalan                            | XIII Catalan                  | 0                             | 0                             |             |             |                           |                           |                           |                           |  |  | Le 23 avril 1961 à Perpignan | Le 23 avril 1961 à Perpignan | Le 23 avril 1961 à Perpignan | Le 23 avril 1961 à Perpignan |  |  | Le 7 mai 1961 à Perpignan | Le 7 mai 1961 à Perpignan | Le 7 mai 1961 à Perpignan | Le 7 mai 1961 à Perpignan |
|  | XIII Catalan                            | XIII Catalan                  | 0                             | 0                             | Carcassonne | Carcassonne | 10                        | 10                        |                           |                           |  |  |                              |                              |                              |                              |  |  | Le 7 mai 1961 à Perpignan | Le 7 mai 1961 à Perpignan | Le 7 mai 1961 à Perpignan | Le 7 mai 1961 à Perpignan |
|  | Le 19 février 1961 à Carpentras         |                               |                               |                               | Carcassonne | Carcassonne | 10                        | 10                        |                           |                           |  |  |                              |                              |                              |                              |  |  | Le 7 mai 1961 à Perpignan | Le 7 mai 1961 à Perpignan | Le 7 mai 1961 à Perpignan | Le 7 mai 1961 à Perpignan |
|  |                                         |                               | Roanne                        | Roanne                        | 5           | 5           |                           |                           |                           |                           |  |  |                              |                              |                              |                              |  |  | Le 7 mai 1961 à Perpignan | Le 7 mai 1961 à Perpignan | Le 7 mai 1961 à Perpignan | Le 7 mai 1961 à Perpignan |
|  | Roanne                                  | Roanne                        | Roanne                        | Roanne                        | 5           | 5           | 29                        | 29                        |                           |                           |  |  |                              |                              |                              |                              |  |  | Le 7 mai 1961 à Perpignan | Le 7 mai 1961 à Perpignan | Le 7 mai 1961 à Perpignan | Le 7 mai 1961 à Perpignan |
|  | Roanne                                  | Roanne                        | Le 23 avril 1961 à Avignon    |                               |             |             | 29                        | 29                        |                           |                           |  |  |                              |                              |                              |                              |  |  | Le 7 mai 1961 à Perpignan | Le 7 mai 1961 à Perpignan | Le 7 mai 1961 à Perpignan | Le 7 mai 1961 à Perpignan |
|  | Miramont                                | Miramont                      | 7                             | 7                             |             |             |                           |                           |                           |                           |  |  |                              |                              |                              |                              |  |  | Le 7 mai 1961 à Perpignan | Le 7 mai 1961 à Perpignan | Le 7 mai 1961 à Perpignan | Le 7 mai 1961 à Perpignan |
|  | Miramont                                | Miramont                      | 7                             | 7                             | Roanne      | Roanne      | 22                        | 22                        |                           |                           |  |  |                              |                              |                              |                              |  |  | Le 7 mai 1961 à Perpignan | Le 7 mai 1961 à Perpignan | Le 7 mai 1961 à Perpignan | Le 7 mai 1961 à Perpignan |
|  | Le 19 février 1961 à Perpignan          |                               |                               |                               | Roanne      | Roanne      | 22                        | 22                        |                           |                           |  |  |                              |                              |                              |                              |  |  | Le 7 mai 1961 à Perpignan | Le 7 mai 1961 à Perpignan | Le 7 mai 1961 à Perpignan | Le 7 mai 1961 à Perpignan |
|  |                                         |                               | Marseille                     | Marseille                     | 0           | 0           |                           |                           |                           |                           |  |  |                              |                              |                              |                              |  |  | Le 7 mai 1961 à Perpignan | Le 7 mai 1961 à Perpignan | Le 7 mai 1961 à Perpignan | Le 7 mai 1961 à Perpignan |
|  | Marseille                               | Marseille                     | Marseille                     | Marseille                     | 0           | 0           | 5                         | 5                         |                           |                           |  |  |                              |                              |                              |                              |  |  | Le 7 mai 1961 à Perpignan | Le 7 mai 1961 à Perpignan | Le 7 mai 1961 à Perpignan | Le 7 mai 1961 à Perpignan |
|  | Marseille                               | Marseille                     | Le 19 mars 1961 à Toulouse    |                               |             |             | 5                         | 5                         |                           |                           |  |  |                              |                              |                              |                              |  |  | Le 7 mai 1961 à Perpignan | Le 7 mai 1961 à Perpignan | Le 7 mai 1961 à Perpignan | Le 7 mai 1961 à Perpignan |
|  | Villeneuve-sur-Lot                      | Villeneuve-sur-Lot            | 4                             | 4                             |             |             |                           |                           |                           |                           |  |  |                              |                              |                              |                              |  |  | Le 7 mai 1961 à Perpignan | Le 7 mai 1961 à Perpignan | Le 7 mai 1961 à Perpignan | Le 7 mai 1961 à Perpignan |
|  | Villeneuve-sur-Lot                      | Villeneuve-sur-Lot            | 4                             | 4                             | Carcassonne | Carcassonne | 5 (a.p.)                  | 5 (a.p.)                  |                           |                           |  |  |                              |                              |                              |                              |  |  |                           |                           |                           |                           |
|  | Le 19 février 1961 à Limoux             |                               |                               |                               | Carcassonne | Carcassonne | 5 (a.p.)                  | 5 (a.p.)                  |                           |                           |  |  |                              |                              |                              |                              |  |  |                           |                           |                           |                           |
|  |                                         |                               | Lézignan                      | Lézignan                      | 2           | 2           |                           |                           |                           |                           |  |  |                              |                              |                              |                              |  |  |                           |                           |                           |                           |
|  | Lézignan                                | Lézignan                      | Lézignan                      | Lézignan                      | 2           | 2           | 28                        | 28                        |                           |                           |  |  |                              |                              |                              |                              |  |  |                           |                           |                           |                           |
|  | Lézignan                                | Lézignan                      |                               |                               |             |             |                           | 28                        |                           |                           |  |  |                              |                              |                              |                              |  |  |                           |                           |                           |                           |
|  | Saint-Gaudens                           | Saint-Gaudens                 | 13                            | 13                            |             |             |                           |                           |                           |                           |  |  |                              |                              |                              |                              |  |  |                           |                           |                           |                           |
|  | Saint-Gaudens                           | Saint-Gaudens                 | 13                            | 13                            | Lézignan    | Lézignan    | 19                        | 19                        |                           |                           |  |  |                              |                              |                              |                              |  |  |                           |                           |                           |                           |
|  | Le 19 février 1961 à Villeneuve-sur-Lot |                               |                               |                               | Lézignan    | Lézignan    | 19                        | 19                        |                           |                           |  |  |                              |                              |                              |                              |  |  |                           |                           |                           |                           |
|  |                                         |                               | Bataillon de Joinville        | Bataillon de Joinville        | 12          | 12          |                           |                           |                           |                           |  |  |                              |                              |                              |                              |  |  |                           |                           |                           |                           |
|  | Bataillon de Joinville                  | Bataillon de Joinville        | Bataillon de Joinville        | Bataillon de Joinville        | 12          | 12          | 12                        | 12                        |                           |                           |  |  |                              |                              |                              |                              |  |  |                           |                           |                           |                           |
|  | Bataillon de Joinville                  | Bataillon de Joinville        | Le 19 mars 1961 à Limoux      |                               |             |             | 12                        | 12                        |                           |                           |  |  |                              |                              |                              |                              |  |  |                           |                           |                           |                           |
|  | Avignon                                 | Avignon                       | 0                             | 0                             |             |             |                           |                           |                           |                           |  |  |                              |                              |                              |                              |  |  |                           |                           |                           |                           |
|  | Avignon                                 | Avignon                       | 0                             | 0                             | Lézignan    | Lézignan    | 24                        | 24                        |                           |                           |  |  |                              |                              |                              |                              |  |  |                           |                           |                           |                           |
|  | Le 19 février 1961 à Marseille          |                               |                               |                               | Lézignan    | Lézignan    | 24                        | 24                        |                           |                           |  |  |                              |                              |                              |                              |  |  |                           |                           |                           |                           |
|  |                                         |                               | Lyon                          | Lyon                          | 13          | 13          |                           |                           |                           |                           |  |  |                              |                              |                              |                              |  |  |                           |                           |                           |                           |
|  | Lyon                                    | Lyon                          | Lyon                          | Lyon                          | 13          | 13          | 11                        | 11                        |                           |                           |  |  |                              |                              |                              |                              |  |  |                           |                           |                           |                           |
|  | Lyon                                    | Lyon                          |                               |                               |             |             |                           | 11                        |                           |                           |  |  |                              |                              |                              |                              |  |  |                           |                           |                           |                           |
|  | Montpellier                             | Montpellier                   | 7                             | 7                             |             |             |                           |                           |                           |                           |  |  |                              |                              |                              |                              |  |  |                           |                           |                           |                           |
|  | Montpellier                             | Montpellier                   | 7                             | 7                             | Lyon        | Lyon        | 17                        | 17                        |                           |                           |  |  |                              |                              |                              |                              |  |  |                           |                           |                           |                           |
|  | Le 19 février 1961 à La Réole           |                               |                               |                               | Lyon        | Lyon        | 17                        | 17                        |                           |                           |  |  |                              |                              |                              |                              |  |  |                           |                           |                           |                           |
|  |                                         |                               | Bordeaux-Facture              | Bordeaux-Facture              | 0           | 0           |                           |                           |                           |                           |  |  |                              |                              |                              |                              |  |  |                           |                           |                           |                           |
|  | Bordeaux-Facture                        | Bordeaux-Facture              | Bordeaux-Facture              | Bordeaux-Facture              | 0           | 0           | 5                         | 5                         |                           |                           |  |  |                              |                              |                              |                              |  |  |                           |                           |                           |                           |
|  | Bordeaux-Facture                        | Bordeaux-Facture              |                               |                               |             |             |                           | 5                         |                           |                           |  |  |                              |                              |                              |                              |  |  |                           |                           |                           |                           |
|  | Toulouse                                | Toulouse                      | 4                             | 4                             |             |             |                           |                           |                           |                           |  |  |                              |                              |                              |                              |  |  |                           |                           |                           |                           |
|  | Toulouse                                | Toulouse                      | 4                             | 4                             |             |             |                           |                           |                           |                           |  |  |                              |                              |                              |                              |  |  |                           |                           |                           |                           |
|  |                                         |                               |                               |                               |             |             |                           |                           |                           |                           |  |  |                              |                              |                              |                              |  |  |                           |                           |                           |                           |

## Finale - 7 mai 1961
(mt : 0 - 0)
Points marqués :
- Carcassonne : 1 essai de Roldos (?) ; 1 pénalité de Castel (?).
- Lézignan : 1 pénalité de G. Marty (?)

Arbitre : M. Martung
Évolution du score : 0-0 (mi-temps), 0-0 (fin du temps réglementaire), ?
Spectateurs : 
Composition des équipes :
- Carcassonne : Louis Poletti - Laurent Roldos, Antoine Pennavayre, Henri Castel, Yves Raynaud - André Delpoux (o), François Gril (m) - Pierre Dubié, René Ségura, Robert Médus, Pierre Pavanetto, Pierre Escourrou, André Marty - Entraîneur : Félix Bergèse
- Lézignan : André Carrère - Michel Boule, Gilbert Alberti, André Fabry, René Benausse - Gilbert Benausse (o), Claude Teisseire (m) - Claude Raynaud, René Moulis, Joseph Denarnaud, Jacques Poux, Roger Lacans, Georges Marty - Entraîneur : Jean Poch